# Haarsterren

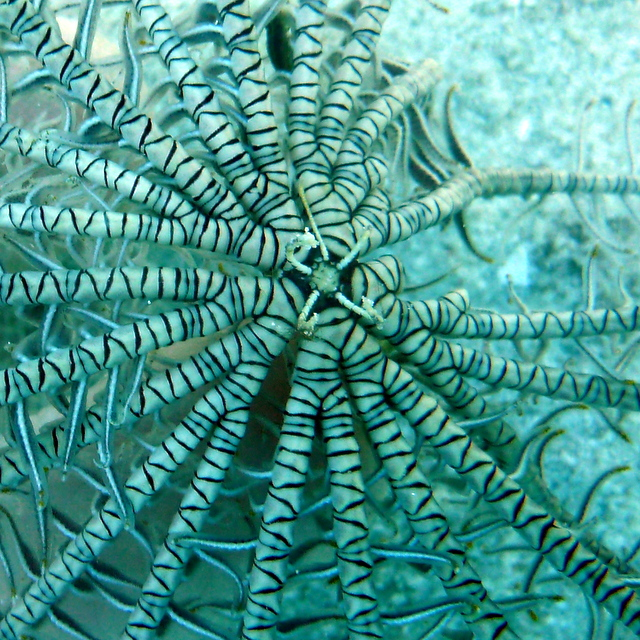
Comanthus suavia. Goed te zien is hoe de vijf armen dichotoom vertakt zijn

Haarsterren of veersterren (Comatulida) zijn een orde in de klasse van de zeelelies (Crinoidea).

## Anatomie
Haarsterren zijn straalsgewijs symmetrische stekelhuidigen, waarbij het lichaam gedragen wordt door een ring van gelede aanhangsels of cirri (een soort kromme klauwachtige pootjes), die aan een plaat aan de onderzijde van het lichaam zitten. Mond en anus bevinden zich aan de bovenzijde van het lichaam. Haarsterren zitten in hun jeugdstadium vast aan een steel, maar daarvan breken ze af als ze volwassen worden. Daarna hechten ze zich vast aan koraal of rotsen door middel van de cirri. Ze kunnen zich echter ook vrij voortbewegen.
Behalve cirri hebben haarsterren ook armen, in beginsel vijf. Bij de meeste soorten zijn de armen eens of meer vertakt, zodat het soms lijkt of ze tientallen armen hebben. Langs de randen van de armen bevinden zich kleine uitsteeksels, de zogeheten pinnula. De armen krijgen hierdoor een structuur als van vogelveren. Vingervormige buisvoetjes (parapodia) op de armen vangen plankton en zwevend organisch materiaal op, dat vervolgens in slijm verpakt via een groeve met trilharen naar de mond wordt gebracht.

## Gedrag
Op koraalriffen brengen haarsterren een deel van hun tijd in schuilplaatsen door, met opgerolde armen. In de schemering en nacht zijn ze het meest actief. Dan verplaatsen ze zich naar andere locaties, en ontvouwen hun armen om plankton uit het langsstromende zeewater op te vangen.

## Lijst van families
Haarsterren zijn nu de grootste groep vertegenwoordigers van de zeelelies, sinds de meeste sessiele vertegenwoordigers daarvan uitstierven aan het eind van het Perm. Vanaf het Trias nam het aantal ongesteelde zeelelies toe.
Onderstaand een lijst van families verdeeld over twee onderordes op basis van de classificatie van Austin Hobart Clark uit 1909. 
- Onderorde Macrophreata A.H. Clark, 1909
  - Familie Antedonidae Norman, 1865
  - Familie Atelecrinidae Bather, 1899
  - Familie Notocrinidae Mortensen, 1918
  - Familie Pentametrocrinidae A.H. Clark, 1908
- Onderorde Oligophreata A.H. Clark, 1909
  - Familie Calometridae A.H. Clark, 1911
  - Familie Charitometridae A.H. Clark, 1909
  - Familie Colobometridae A.H. Clark, 1909
  - Familie Comatulidae Fleming, 1828
  - Familie Eudiocrinidae A.H. Clark, 1907
  - Familie Himerometridae A.H. Clark, 1907
  - Familie Mariametridae A.H. Clark, 1909
  - Familie Thalassometridae A.H. Clark, 1908
  - Familie Tropiometridae A.H. Clark, 1908
  - Familie Zygometridae A.H. Clark, 1908

## Indeling volgens Messing, 2015
- Superfamilie Antedonoidea Norman, 1865
  - Antedonidae Norman, 1865
  - Pentametrocrinidae A.H. Clark, 1908
  - Zenometridae A.H. Clark, 1909
- Superfamilie Atelecrinoidea Bather, 1899
  - Atelecrinidae Bather, 1899
- Superfamilie Comatuloidea Fleming, 1828
  - Comatulidae Fleming, 1828
- Superfamilie Himerometroidea A.H. Clark, 1908
  - Himerometridae A.H. Clark, 1907
  - Colobometridae A.H. Clark, 1909
  - Mariametridae A.H. Clark, 1909
  - Zygometridae A.H. Clark, 1908
- Superfamilie Notocrinoidea Mortensen, 1918
  - Notocrinidae Mortensen, 1918
  - Aporometridae H.L. Clark, 1938
- Superfamilie Tropiometroidea A.H. Clark, 1908
  - Tropiometridae A.H. Clark, 1908
  - Asterometridae Gislén, 1924
  - Calometridae A.H. Clark, 1911
  - Charitometridae A.H. Clark, 1909
  - Ptilometridae A.H. Clark, 1914
  - Thalassometridae A.H. Clark, 1908
- Superfamilie Paracomatuloidea Hess, 1951 †

De volgende families zijn niet in een superfamilie geplaatst. De systematische positie van deze families is vooralsnog onduidelijk ('incertae sedis').
- Atopocrinidae Messing, 2011
- Bathycrinidae Bather, 1899
- Bourgueticrinidae Loriol, 1882
- Eudiocrinidae A.H. Clark, 1907
- Guillecrinidae Mironov & Sorokina, 1998
- Phrynocrinidae A.H. Clark, 1907
- Septocrinidae Mironov, 2000